# Ślesin
Ślesin è un comune urbano-rurale polacco del distretto di Konin, nel voivodato della Grande Polonia.
Ricopre una superficie di 145,69 km² e nel 2006 contava 13 523 abitanti.
Una sua frazione, Licheń Stary, è famosa per il Santuario di Nostra Signora di Licheń.